# Авагімян Артур Самвелович
Артур Самвелович Авагімян (нар. 16 січня 1997, Маріуполь, Донецька область, Україна) — український футболіст вірменського походження, півзахисник українського клубу «ЛНЗ».

## Клубна кар'єра
Народився в Маріуполі, де з 2009 року розпочав займатися футболом у складі місцевого «Іллічівця». У 2012 році переїхав до обласного центру, ставши гравцем донецького «Шахтаря». У 2014 році був переведений у дорослу команду гірників, але виступав лише за юнацьку та молодіжні команди «гірників».
У 2017 році був орендований маріупольським «Іллічівцем», але за першу команду зіграв 1 поєдинок у Першій лізі, решту ж часу виступав у друголіговому фарм-клубі маріупольців — «Іллічівці»-2 (10 матчів, 1 гол). По завершенні контракту з донецьким «Шахтарем», у червні 2017 року повернувся до «Маріуполя», підписавши з клубом 2-річний контракт. Дебютував за маріупольців в українській Прем'єр-лізі 5 листопада 2017 року в програному (1:3) домашньому поєдинку 15-о туру проти донецького «Шахтаря». Артур вийшов на поле на 89-й хвилині, замінивши Дениса Кожанова. 8 січня 2018 року був визнаний вболівальниками клубу найкращим гравцем молодіжної команди. Втім закріпитись у складі маріупольців не зумів.
На початку 2019 року став гравцем клубу «Арсенал-Київ».. На початку лютого 2020 року став гравцем одеського «Чорноморця». На початку 2022 року став гравцем «Олександрії». У березні 2023 року на правах оренди приєднався до одеського «Чорноморця».

## Кар'єра в збірній
У 2012 році дебютував у юнацькій збірній України (U-16), в складі якої 25 серпня 2012 року на 9-й хвилині переможного (1:0) поєдинку проти однолітків з Шотландії відзначився єдиним голом у воротах суперників, який у підсумку вивів українців до фіналу міжнародного турніру в Москві. При цьому Артур відзначився забитим м'ячем з позначки для виконання кутового, закрутивши м'яч прямим ударом у ворота («сухий лист»). Також залучався до матчів юнацьких збірних України U-17, U-18 та U-19.

## Міжнародні змагання
| Сезон   | Клуб                       | Ліга         | Чемпіонат | Чемпіонат | Кубок | Кубок | Першість дублерів | Першість дублерів |
| Сезон   | Клуб                       | Ліга         | Ігри      | Голи      | Ігри  | Голи  | Ігри              | Голи              |
| ------- | -------------------------- | ------------ | --------- | --------- | ----- | ----- | ----------------- | ----------------- |
| 2014/15 | «Шахтар» (Донецьк)         | Прем'єр-ліга | 0         | 0         | 0     | 0     | 24                | 4                 |
| 2015/16 | «Шахтар» (Донецьк)         | Прем'єр-ліга | 0         | 0         | 0     | 0     | 26                | 9                 |
| 2016/17 | «Шахтар» (Донецьк)         | Прем'єр-ліга | 0         | 0         | 0     | 0     | 6                 | 0                 |
| 2016/17 | «Іллічівець-2» (Маріуполь) | Друга ліга   | 10        | 1         | 0     | 0     | 0                 | 0                 |
| 2016/17 | «Маріуполь»                | Перша ліга   | 1         | 0         | 0     | 0     | 0                 | 0                 |
| 2017/18 | «Маріуполь»                | Прем'єр-ліга | 3         | 0         | 0     | 0     | 23                | 6                 |
| 2018/19 | «Арсенал (Київ)»           | Прем'єр-ліга | 8         | 2         | 0     | 0     | 1                 | 0                 |
| 2019/20 | «Алашкерт-2» (Мартуні)     | Перша ліга   | 10        | 3         | 0     | 0     | 0                 | 0                 |
| 2019/20 | «Алашкерт» (Мартуні)       | Прем'єр-ліга | 1         | 0         | 0     | 0     | 0                 | 0                 |
| 2019/20 | «Чорноморець» (Одеса)      | Перша ліга   | 10        | 1         | 0     | 0     | 0                 | 0                 |
| 2020/21 | «Чорноморець» (Одеса)      | Перша ліга   | 27        | 6         | 2     | 2     | 0                 | 0                 |
| 2021/22 | «Чорноморець» (Одеса)      | Прем'єр-ліга | 18        | 5         | 0     | 0     | 0                 | 0                 |
| 2022/23 | «Олександрія»              | Прем'єр-ліга | 8         | 0         | 0     | 0     | 0                 | 0                 |
| 2022/23 | «Чорноморець» (Одеса)      | Прем'єр-ліга | 12        | 0         | 0     | 0     | 0                 | 0                 |
| 2023/24 | «Олександрія»              | Прем'єр-ліга | 2         | 0         | 0     | 0     | 0                 | 0                 |
| 2024/25 | «Олександрія»              | Прем'єр-ліга | 1         | 0         | 0     | 0     | 0                 | 0                 |
| 2024/25 | «ЛНЗ»                      | Прем'єр-ліга | 9         | 0         | 0     | 0     | 0                 | 0                 |

| Сезон   | Клуб                 | Турнір            | Кваліфікація | Кваліфікація | Основний турнір | Основний турнір |
| Сезон   | Клуб                 | Турнір            | Ігри         | Голи         | Ігри            | Голи            |
| ------- | -------------------- | ----------------- | ------------ | ------------ | --------------- | --------------- |
| 2014/15 | «Шахтар» (Донецьк)   | Юнацька ліга УЄФА | 0            | 0            | 2               | 0               |
| 2015/16 | «Шахтар» (Донецьк)   | Юнацька ліга УЄФА | 0            | 0            | 3               | 1               |
| 2019/20 | «Алашкерт» (Мартуні) | Ліга Європи       | 1            | 0            | 0               | 0               |